# Johannes Schäfer (Politiker, 1908)
Johannes Schäfer (* 29. März 1908 in Eppstein; † 13. September 1988 in Bremerhaven) war ein deutscher Unternehmer und Politiker (CDU). Er war Mitglied der Bremischen Bürgerschaft.

## Biografie

### Ausbildung und Beruf
Schäfer studierte nach dem Abitur Maschinenbau und Elektrotechnik an der TH München und war seit 1927 Mitglied der Münchener Burschenschaft Rhenania. Er war von 1931 bis 1934 Assistent an der Technischen Hochschule Danzig. Seit 1934 diente er als Berufssoldat bei der Kriegsmarine und er war zuletzt im Zweiten Weltkrieg als Korvettenkapitän des Ingenieurswesen im Einsatz. Nach dem Krieg studierte er Staatswissenschaften und Volkswirtschaft und promovierte zum Dr. rer. pol. 1948 gründete er eine Schiffsbaufirma mit einem Ingenieurbüro in Bremerhaven. Er erlangte die staatliche Zulassung als Schiffbau-Sachverständiger. Seit 1956 baute seine Firma zu einem Fabrikationsunternehmen auf.

### Politik
Schäfer war Mitglied im Stahlhelm, Bund der Frontsoldaten und nach der Gleichschaltung des Stahlhelms als Unterorganisation der SA somit auch 1933/34 kurzfristig Mitglied der SA, die er wegen Meinungsverschiedenheiten verließ. 1948 wurde er als Mitläufer entnazifiziert.

Nach dem Krieg wurde er Mitglied der CDU.
Er war von 1963 bis 1975 rund zwölf Jahre lang Mitglied der Bremischen Bürgerschaft und in verschiedenen Deputationen der Bürgerschaft tätig.